# Rollhockey-Weltmeisterschaft 1953
Die Rollhockey-Weltmeisterschaft 1953 war die neunte Weltmeisterschaft in Rollhockey. Sie fand vom 29. Mai bis zum 6. Juni 1953 in Genf statt. Organisiert wurde das Turnier von der Federation Internationale de Patinage a Roulettes und war zudem die Rollhockey-Europameisterschaft, trotz der Teilnahme von Ägypten und Brasilien.
Die 13 teilnehmenden Mannschaften spielten zuerst in zwei Gruppen gegeneinander. Anschließend gab es eine Finalrunde. Die zwei Bestplatzierten jeder Gruppe spielten in Liga-System gegeneinander, während die anderen gegen den gleich platzierten der anderen Gruppe spielten.
Es wurden 46 Spiele gespielt, in denen 282 Tore erzielt wurden. Sieger des Turniers wurde Italien. Es war Italiens erster Titel.  Für die Brasilianer war es die erste Weltmeisterschaft.

## Teilnehmer
Am Turnier nahmen folgende 13 Mannschaften teil:
| 11 aus Europa | Belgien | Frankreich  | Spanien     | Schweiz | Portugal (Titelverteidiger) | Italien (Gastgeber) |
|               | England | Niederlande | Deutschland | Irland  | Dänemark                    |                     |

| Eine aus Afrika | Ägypten |

| Eine aus Südamerika | Brasilien (Erstteilname) |

## Gruppe A

### Ergebnisse
| Mannschaften | Portugal | Spanien | England | Niederlande | Brasilien | Irland | Ägypten |
| ------------ | -------- | ------- | ------- | ----------- | --------- | ------ | ------- |
| Portugal     | –        |         |         |             |           |        |         |
| Spanien      | (1:1)    | –       |         |             |           |        |         |
| England      | (0:3)    | (1:3)   | –       |             |           |        |         |
| Niederlande  | (2:7)    | (2:2)   | (2:4)   | –           |           |        |         |
| Brasilien    | (0:8)    | (0:7)   | (1:7)   | (4:6)       | –         |        |         |
| Irland       | (0:10)   | (1:10)  | (1:9)   | (0:5)       | (2:2)     | –      |         |
| Ägypten      | (1:4)    | (0:11)  | (3:11)  | (1:5)       | (2:4)     | (2:4)  | -       |

### Tabelle
|  | Qualifizierten sich für die Runde der besten vier |

| Pl. | Team        | Sp | S | U | N | Tore  | Diff | Punkte |
| --- | ----------- | -- | - | - | - | ----- | ---- | ------ |
| 1   | Portugal    | 6  | 5 | 1 | 0 | 33:4  | +29  | 11     |
| 2   | Spanien     | 6  | 4 | 2 | 0 | 34:5  | +29  | 10     |
| 3   | England     | 6  | 4 | 0 | 2 | 32:13 | +19  | 8      |
| 4   | Niederlande | 6  | 3 | 1 | 2 | 22:18 | +4   | 7      |
| 5   | Brasilien   | 6  | 1 | 1 | 4 | 11:32 | −21  | 3      |
| 6   | Irland      | 6  | 1 | 1 | 4 | 8:38  | −30  | 3      |
| 6   | Ägypten     | 7  | 0 | 0 | 6 | 9:39  | −30  | 0      |

## Gruppe B

### Ergebnisse
| Mannschaften   | Italien | Schweiz | Belgien | BR Deutschland | Frankreich | Dänemark |
| -------------- | ------- | ------- | ------- | -------------- | ---------- | -------- |
| Italien        | –       |         |         |                |            |          |
| Schweiz        | (2:2)   | –       |         |                |            |          |
| Belgien        | (1:2)   | (4:0)   | –       |                |            |          |
| BR Deutschland | (3:6)   | (1:4)   | (4:0)   | –              |            |          |
| Frankreich     | (1:3)   | (1:2)   | (0:5)   | (1:3)          | –          |          |
| Dänemark       | (1:13)  | (0:8)   | (0:12)  | (3:8)          | (2:3)      | -        |

### Tabelle
|  | Qualifizierten sich für die Runde der besten vier |

| Pl. | Team           | Sp | S | U | N | Tore  | Diff | Punkte |
| --- | -------------- | -- | - | - | - | ----- | ---- | ------ |
| 1   | Italien        | 5  | 4 | 1 | 0 | 26:8  | +18  | 9      |
| 2   | Schweiz        | 5  | 3 | 1 | 1 | 16:8  | +8   | 7      |
| 3   | Belgien        | 5  | 3 | 0 | 2 | 22:6  | +12  | 6      |
| 4   | BR Deutschland | 5  | 3 | 0 | 2 | 19:14 | +5   | 6      |
| 5   | Frankreich     | 5  | 1 | 0 | 4 | 6:15  | −9   | 2      |
| 6   | Dänemark       | 5  | 0 | 0 | 5 | 6:44  | −38  | 0      |

## Finalrunde

### Spiel um Platz elf
|  | 1 | Irland   | 5 |
|  | 2 | Dänemark | 1 |

### Spiel um Platz neun
|  | 1 | Frankreich | 1 |
|  | 2 | Brasilien  | 1 |

Frankreich wurde neunter, wegen der besseren Tordifferenz in der Gruppenphase.

### Spiel um Platz sieben
|  | 1 | BR Deutschland | 4 |
|  | 2 | Niederlande    | 1 |

### Spiel um Platz fünf
|  | 1 | Belgien | 2 |
|  | 2 | England | 1 |

### Finalrunde der besten vier

#### Ergebnisse
| Mannschaften | Italien | Schweiz | Belgien | BR Deutschland |
| ------------ | ------- | ------- | ------- | -------------- |
| Italien      | –       |         |         |                |
| Portugal     | (0:3)   | –       |         |                |
| Spanien      | (0:1)   | (1:2)   | –       |                |
| Schweiz      | (2:4)   | (1:6)   | (0:1)   | -              |

#### Tabelle
| Pl. | Team     | Sp | S | U | N | Tore | Diff | Punkte |
| --- | -------- | -- | - | - | - | ---- | ---- | ------ |
| 1   | Italien  | 3  | 3 | 0 | 0 | 8:2  | +6   | 6      |
| 2   | Portugal | 3  | 2 | 0 | 1 | 8:5  | +3   | 4      |
| 3   | Spanien  | 3  | 1 | 0 | 2 | 3:4  | −1   | 2      |
| 4   | Schweiz  | 3  | 0 | 0 | 3 | 3:11 | −8   | 0      |

## Endergebnis
| Platz | Team           |
| ----- | -------------- |
| 1     | Italien        |
| 2     | Portugal       |
| 3     | Spanien        |
| 4     | Schweiz        |
| 5     | Belgien        |
| 6     | England        |
| 7     | BR Deutschland |
| 8     | Niederlande    |
| 9     | Frankreich     |
| 10    | Brasilien      |
| 11    | Irland         |
| 12    | Dänemark       |
| 13    | Ägypten        |